# Собственост на Републиката (филм)
Собственост на републиката (на руски : Достояние республики ) е съветски двусериен приключенски игрален филм от 1971 г., режисиран от Владимир Бичков. Детективският сюжет се развива по време на Гражданска война в Русия. Премиерата в СССР се състоя на 24 април 1972 г.

## Сюжет
Пролетта на 1918 г. Тараканов, управляващ имението на княз Тихвински, с помощта на бившия учител по фехтовка Маркиз и бездомната Кешка, открадва колекция от платна и скулптури от имението, изоставено от собствениците. Надявайки се да я изкарат зад граница, престъпниците се скитат с циркова трупа, а неуморният криминалист Макар Овчинников ги следва...

## Създатели
- Автори на сценария: Авнер Зак, Исай Кузнецов
- Режисьор на продукцията: Владимир Бичков
- Оператори: Борис Монастирски, Юрий Малиновски, Александър Филатов
- Художници-постановчици: Николай Емелянов, Дмитро Богородски
- Композитор: Евгений Крилатов
- Звуков оператор: Владимир Приленски
- Диригент: Давид Щилман
- Автори на песни: Бела Ахмадулина, Юрий Ентин

## В ролите
- Олег Табаков в ролята на Макар Овчинников, млад служител в криминалния отдел
- Андрей Миронов - Шиловский, известен още като Маркиз
- Спартак Мишулин - Иля Спиридонович Тараканов, управител на тихвинските князе
- Юрий Толубеев - Прокофи Филипович Доброво, криминолог от "старата школа"
- Витя Галкин - Кешка, бездомно дете